# Maksymilian (Hajdin)
Maksymilian, imię świeckie Milan Hajdin (ur. 21 sierpnia 1879 w Nowym Sadzie, zm. 25 lutego 1936 w Belgradzie) – serbski biskup prawosławny.

## Życiorys
Ukończył serbskie gimnazjum w Sremskich Karlovcach, a następnie studia prawnicze w Zagrzebiu i seminarium duchowne w Sremskich Karlovcach. Do 1906, gdy złożył wieczyste śluby mnisze, był aplikantem adwokackim. Do 1920 był kolejno wyświęcony na diakona, a następnie na kapłana.
6 grudnia 1920 został nominowany na biskupa pomocniczego archieparchii belgradzko-karłowickiej z tytułem biskupa sremskiego i siedzibą w Sremskiej Mitrovicy. Jego chirotonia biskupia odbyła się 2 stycznia 1921. Jako prawnik i teolog brał udział w tworzeniu ustawu restytuowanego Patriarchatu Serbskiego. Siedem lat później objął katedrę dalmatyńską. W 1931 został przeniesiony na urząd ordynariusza eparchii górnokarlovackiej. Zmarł w Belgradzie, dokąd udał się na obrady Soboru Biskupów Serbskiego Kościoła Prawosławnego. Został pochowany w soborze Wprowadzenia Matki Bożej do Świątyni w Plaškach. W 1941 jego grób został sprofanowany przez ustaszy, a szczątki duchownego pochowano w nieznanym miejscu na terenie cmentarza miejskiego.